# Adapisoriculidae
Adapisoriculidae es una extinta familia de mamíferos placentarios que vivió durante el Paleoceno y posiblemente el Cretácico. Se pensó inicialmente que pertenecían al orden Erinaceomorpha,
concretamente con los Erinaceidae, debido a su dentición similar, pero ahora se piensa que son Euarchonta basales. Se trata de pequeños animales de unos 15 cm de longitud, con una cola de tamaño similar. Probablemente fueran nocturnos, comedores de insectos y fruta.
Deccanolestes y Sahnitherium del Cretácico superior de la India podrían ser los miembros más antiguos de Adapisoriculidae.